# ارام تيغران
ارام تيغران (بالكردية:Aram Tîkran) (بالأرمنية:Արամ Տիգրան) (8/8/2009 - 1934) هو مؤلف وملحن ومغني كُردي سوري, ارمني الأصل, غنى معظم أغانيه باللغة الكردية, يعتبر من عمالقة الغناء القومي الكُردي,  ولد ارام تيغران في مدينة القامشلي, لعائلة هاجرت من دياربكر خلال الإبادة الجماعية للأرمن في الدولة العثمانية. بعد أن انهى دراسته في المرحلة المتوسطة بدأ بالتركيز على الموسيقى, و قد شجعه والده على الغناء باللغة الكردية, وتعلم القراءة والكتابة باللغة الكردية، وغنى العديد من القصائد للشاعر الكردي جكرخوين وكانت تربطهما صداقة قوية. في عام 1966 و مع سيطرة البعثيين على الحكم في سوريا, واجهت الأوساط الثقافية الكردية العديد من المضايقات وتعرض العديد من الشعراء والفنانين للملاحقة, في تلك الأثناء انتقل تيغران للعيش في أرمينيا السوفياتية، وعمل في الأذاعة الكردية في يريفان ( Radyo dengȇ yȇrȋvan ) قرابة 18 عاماً و من ثم انتقل إلى بلجيكا عام 1990 و في الأعوام الأخيرة في من حياته كان يتنقل بين البلدان الأوروبية، وتوفي في اليونان عام 2009, كان قد أوصى بدفنه في دياربكر في تركيا أو في مسقط رأسه في القامشلي لكن كلاً من السلطات التركية والسلطات السورية منعت ذلك, ودفن في العاصمة البلجيكية بروكسل. كذلك غنى باللغات العربية والأرمنية والسريانية واليونانية ومن أغانيه المسجلة، أكثرمن 230 باللغة الكوردية وقرابة 100 باللغة العربية وأكثر من 100 باللغة الارمنية والعديد باللغة السريانية واليونانية.

## ألبوماته
1. Çîyayê Gebarê, Aydın Müzik, 2004.
2. Zîlan, Aydın Müzik, 2004.
3. Serxwebûn Xweş E, Aydın Müzik, 2004.
4. Kurdistan, Aydın Müzik, 2004
5. Xazî Dîsa Zarbûma
6. Rabin
7. Evîna Feqiyê Teyran
8. Keçê Dinê
9. Ey Welato Em Heliyan
10. Ay dilberê
11. Daye min berde
12. Diyarbekira serin
13. Aydil
14. Em hatin
15. Rîya Kobanê bi dar e-Feqîr Ehmed 1977